# Massouda Jalal
Massouda Jalal, née le 5 janvier 1962, est une femme politique d’Afghanistan.
Pédiatre, professeur à l'université de Kaboul et médecin au Programme alimentaire mondial des Nations unies, elle devient en 2004 la seule femme de l’histoire afghane à être candidate à une élection présidentielle. Elle est ensuite ministre des Affaires féminines, jusqu’en 2006.

## Biographie

### Situation personnelle
Massouda Jalal naît à Goulbahar, dans la province de Kapisa. Son père est un ingénieur, salarié d’une entreprise textile allemande. Sa mère écrit des articles historiques pour des magazines de Kaboul. Le famille, composée de quatre filles et trois garçons, vit dans la province tadjike du Badakhshan, à l’extrémité nord-est du pays. 
Dans la deuxième partie des années 1980, durant l'occupation soviétique, Massouda Jalal est admise en médecine à l'université de Kaboul, où elle obtient en 1988 un diplôme de pédiatre. Elle travaille ensuite dans différents établissements de Kaboul puis comme enseignante à la faculté, jusqu’en 1996, et épouse un de ses collègues, Jalal, professeur de droit. Elle indique que leur union est un mariage « d'amour » et non un mariage arrangé. Ils ont trois enfants.

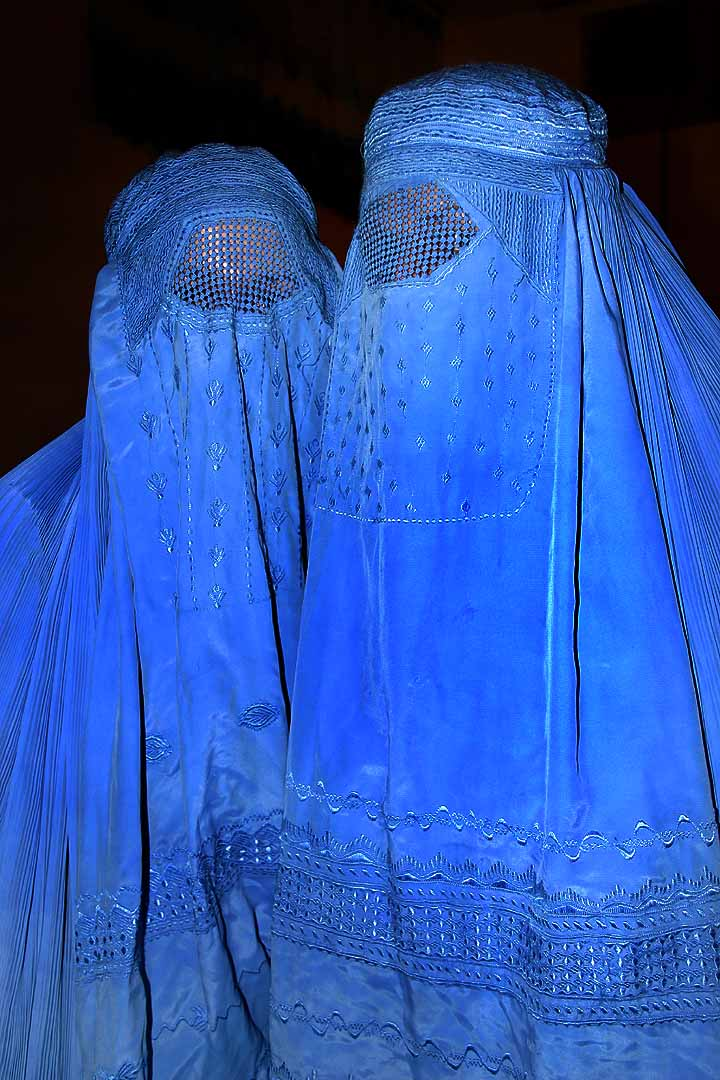
Deux femmes afghanes portant le tchadri.

En 1996, les talibans s’emparent de Kaboul et instaure l'émirat islamique d'Afghanistan. Le tchadri devient obligatoire pour les femmes, et elle est contrainte d’abandonner son enseignement. Mais elle décide de rester sur place, à la différence d’autres jeunes diplômées et de certains de ses frères et sœurs. Elle travaille pour le Programme alimentaire mondial, et organise un dispensaire clandestin. Bien que s’efforçant de faire « profil bas », elle est emprisonnée une trentaine de jours,.

### Engagement politique
Après la chute des talibans en 2001, elle redevient médecin à l’hôpital ainsi que professeur, puis entre en politique, selon elle poussée par certains de ses patients.
Comme son mari Faizullah Jalal, elle est élue à la Loya Jirga, la grande assemblée traditionnelle afghane. Elle se présente contre Hamid Karzaï pour l’élection du chef de l'exécutif provisoire, qui doit diriger le gouvernement de transition et conduire l'Afghanistan à des élections générales dans les deux ans. Malgré un discours réussi et l’obtention d’un vote à bulletin secret, elle réunit seulement 171 voix exprimées, soit moins que le nombre d’électrices, contre 1 275 pour Hamid Karzaï, mais devant le troisième candidat, un scientifique inconnu du grand public. Elle fait alors état d’achats de voix et d’intimidations qui auraient été effectués durant l’assemblée, affirmant qu’elle et son époux ont subi des pressions pour qu’elle retire sa candidature,.
Deux ans plus tard, elle se présente à l’élection présidentielle qui se tient au suffrage universel direct. De nouveau la seule candidate, elle dénonce la corruption et le manque d’avancée sur le statut des femmes. Elle recueille 1,1 % des voix exprimées, arrivant en sixième position sur les dix-huit candidats. Hamid Karzaï est élu dès le premier tour avec 55,4 % des voix, le candidat arrivé deuxième, Younous Qanouni, son ancien ministre de l'Éducation, obtenant 16,2 % des suffrages,.
Massouda Jalal accepte ensuite d’intégrer le nouveau gouvernement, occupant le poste de ministre des Affaires féminines, d’octobre 2004 à juillet 2006. Après le gouvernement, elle crée la fondation Jalal, qui vise à promouvoir les droits de la femme, leur accès à l’éducation et à l’emploi. Elle est en lien avec de nombreuses féministes qu’elle rencontre lors de ces voyages dont Olivia CATTAN de paroles de femmes.